# 濕地公園站 (香港)
濕地公園站（英語：Wetland Park Stop），屬香港輕鐵站，車站編號是530，屬於單程車票第5A收費區。該站位於香港新界元朗濕地公園路近俊宏軒，為濕地公園及周邊地區居民提供服務。該站是輕鐵系統中少數車廂內設有普通話報站的車站之一（另一個為銀座站）。
地理位置上，此站與位處俊宏軒另一邊的天站並列為輕鐵最北的車站。

## 車站結構

### 車站樓層
| 地面              | 出口 | 俊宏軒 |   |  |
| 地面              | 月台 | \| 側式 · 開左邊车门 \| \| \| \| \| \| \| \| 輕鐵705綫天水圍循環綫（天） \| 1 \| \| \| \| 2 \| 輕鐵706綫天水圍循環綫（天秀） \| \| \| \| 側式 · 開左邊车门 \| \| \| \| \| |   |  |
| 地面              | 出口 | 濕地公園路、香港濕地公園 |   |  |
| 側式 · 開左邊车门 |      | |   |  |
|                   |      | 輕鐵705綫天水圍循環綫（天） | 1 |  |
|                   | 2    | 輕鐵706綫天水圍循環綫（天秀） |   |  |
| 側式 · 開左邊车门 |      | |   |  |

### 車站周邊
- 香港濕地公園
- Wetland Seasons Bay
- 流浮山消防局
- 俊宏軒

雖然此站以濕地公園命名，地理位置上此站亦是最近香港濕地公園的輕鐵站，但實際上由另一車站天秀站步行往香港濕地公園，比本站快1-2分鐘。
輕鐵列車由本站前往天站，需轉一個約70度的急彎前往天瑞路。

### 使用狀況
由於距離車站最近的住宅只有俊宏軒和慧景軒及Wetland Seasons Bay，而此兩住宅區均有另兩輕鐵車站——天站及天秀站，而且Wetland Seasons Bay入伙後，因此該站客流主要來自於Wetland Seasons Bay居民及前往香港濕地公園的旅客，人流比其他車站較為遜色。

## 事件

### 反修例期間事件
2019年9月7日凌晨約1時，一對21歲的支持反修例孿生兄弟示威者分別是攝影師梁浩朗及學生梁梓朗，串謀另外4位示威者用錘子破壞七部八達通機、兩部單程票售票機及兩部資訊顯示屏，以及在兩個閉路電視噴紅色噴漆，令港鐵額外負擔逾23萬港元維修費。警方拘捕兩兄弟。弟弟梁梓朗被捕後當場認罪，其後招認受2位在逃人士給予酬勞招攬犯案，對方提供錘子，但最終沒給他酬勞，而哥哥梁浩朗被捕後保持緘默。2020年5月18日，張潔宜署理主任裁判官判處梁浩朗及梁梓朗監禁7星期，因為梁浩朗及梁梓朗帶備武器及替換衣物屬有預謀地犯案，並非一時衝動，他們破壞公共交通設施令公眾造成極大不便，案情嚴重，提醒二人不應用暴力及非法手段表達政治訴求。
兩名男生於2020年2月21日，將3個膠欄杆拋落天水圍濕地公園天恒輕鐵站路軌，因而被控一項意圖危及鐵路乘客的安全罪。他們早前受審後被裁定罪成，2月15日在屯門法院判刑。裁判官認為案情嚴重，因車長留意到路軌上的欄杆才能避免意外，否則後果不堪設想，法庭須判阻嚇刑罰，最終判兩名被告進入勞教中心。
兩名被告依次為16歲姓謝思銳和17歲的黎諾言。
辯方求情稱，首被告有特殊學習需要，成績不算出眾，但本性不壞，非常愛護和重視家人，立志在汽車維修行業發展。次被告則已對事件感到後悔，辯方認為本案在同類案件中不算嚴重，延誤只有5分鐘，加上列車時速僅25公里，所以對乘客構成的危險不算嚴重，並強調次被告只想阻礙列車行走，並非想令人受傷。
裁判官指案件沒釀成意外全因車長及時發現欄杆，與被告無關。另外報告指，首被告承認因守法意識薄弱才犯案，已感到愧疚；次被告則因鹵莽，沒有想到法律後果，已感到後悔，明白不應用非法方式表達意見。裁判官認為案件嚴重，最終採納報告建議，判兩人進入勞教中心。

## 外部連結
- 港鐵公司－輕鐵街道圖 （页面存档备份，存于）
- 港鐵公司－輕鐵行車時間表 （页面存档备份，存于）
- 香港鐵路大典上的相关条目：濕地公園站